# Nancy M. Amato
 Nancy Marie Amato  (* 20. Jahrhundert in Portland (Oregon)) ist eine US-amerikanische Informatikerin und Hochschullehrerin.  Sie ist Abel Bliss Professorin für Ingenieurwissenschaften und  Leiterin des Instituts für Informatik an der Universität von Illinois in Urbana-Champaign. Ihre Forschung konzentriert sich auf Bewegungsplanung in der Robotik, parallele Algorithmen und Bioinformatik.

## Leben und Werk
Amato studierte an der Stanford University, wo sie 1986 einen Bachelor-Abschluss in Economics und einen Bachelor-Abschluss in Mathematical Sciences erhielt. 1988 erwarb sie einen Master-Abschluss  in Computer Science an der University of California in Berkeley bei Manuel Blum. 1995 promovierte sie bei Franco P. Preparata an der University of Illinois mit der Dissertation: Parallel Algorithms for Convex Hulls and Proximity Problems.
Anschließend war sie Assistenzprofessorin am Institut für Informatik der Texas A&M University. 2000 wurde sie dort Associate Professorin, 2004 Professorin und 2011 zur Unocal Professorin ernannt. 2018 wurde sie zur Leiterin des Instituts für Informatik an der University of Illinois at Urbana-Champaign ernannt. Sie war 2018 Gastprofessorin an der ETH Zürich.
Sie ist Fellow der American Association for Advancement of Science (AAAS), Fellow des Institute of Electrical and Electronics Engineers (IEEE) und Fellow des World Technology Network (WTN).
Ihre Forschungsschwerpunkte sind unter anderen parallelen Algorithmen, Leistungsmodellierung und -optimierung, Robotik, Computerbiologie, Computergeometrie, Animation, CAD.
Sie ist mit dem Informatiker Lawrence Rauchwerger verheiratet.

## Vergleichende Genomforschungsmethoden aufgrund von Covid-19
Amato, Rauchwerger und der Computerbiologe Todd Treangen starteten 2020 ein Projekt, das vom C3.ai Digital Transformation Institute finanziert wurde:  Mining Diagnostics Sequences for SARS-CoV-2 Using Variation-Aware, Graph-Based Learning Approaches Applied to SARS-CoV-1, SARS-CoV-2, and MERS Datasets. Das Team will neuartige Bioinformatik-Algorithmen entwickeln, die mithilfe der Parallelverarbeitung auf mehr als 100.000 Genome skalieren und einen tiefen Einblick in die Unterschiede oder Varianten innerhalb des Hosts bieten können.

## Auszeichnungen
- 2008: Women’s Progress Award, Texas A&M University
- 2009: TEES Sr. Fellow, College of Engineering, Texas A&M
- 2010: E.D. Brockett Professor Award, College of Engineering, Texas A&M
- 2010: AFS Distinguished Achievement Award for Teaching (College level), Texas A&M
- 2011: AFS Distinguished Achievement Award for Teaching (University level), Texas A&M
- 2012: ACM Distinguished Scientist
- 2013: IEEE HP / Harriet Rigas Award
- 2013: Fellow, American Association for the Advancement of Science (AAAS)[1]
- 2013: Betty M. Unterberger Award for Outstanding Service to Honors Education, Texas A&M
- 2014: CRA Habermann Award
- 2014: NCWIT Harrold / Notkin Research and Graduate Mentoring Award
- 2015: Fellow der Association for Computing Machinery
- 2017: IEEE/RSJ International Conference on Intelligent Robots & Systems Distinguished Service Award
- 2017: IEEE Robotics and Automation Society Distinguished Service Award
- 2018: AFS Distinguished Achievement Award for Research (University level), Texas A&M
- 2018: Fellow der Association for the Advancement of Artificial Intelligence (AAAI)
- 2019: IROS Harashima Award
- 2019: George Saridis Leadership Award, IEEE Robotics and Automation Society
- 2024: Mitglied der American Academy of Arts and Sciences